# Pachyschelus laevigatus
Pachyschelus laevigatus är en skalbaggsart som först beskrevs av Thomas Say 1833.  Pachyschelus laevigatus ingår i släktet Pachyschelus och familjen praktbaggar. Inga underarter finns listade i Catalogue of Life.